# اندرو کلایتون
اندرو کلایتون (به انگلیسی: Andrew Clayton) (زادهٔ ۱۰ آوریل ۱۹۷۳) شناگر اهل بریتانیا است.